# Douglas Dias de Sousa
Douglas Dias de Sousa, mais conhecido como Douglas (São Paulo, 13 de outubro de 1987), é um futebolista brasileiro que atua como goleiro. Atualmente está no Ferroviário.

## Carreira

### Fortaleza
Começou nas categorias de base do Floresta em 1997, e, tempos depois, com boas participações nos estaduais de base, foi contratado junto ao Fortaleza por intermédio de Jurandir Branco por R$ 100,00.
Por anos na base tricolor conquistando títulos, se destacou nacionalmente na Copa São Paulo de Juniores em 2006 na partida contra o Corinthians válida pela segunda fase. Fez sua estreia no profissional no ano seguinte no jogo Fortaleza 1x2 Itapipoca, no dia 14 de janeiro de 2007 pelo Campeonato Cearense de Futebol.
Permaneceu na reserva até 2009, quando foi titular no Campeonato Cearense, sendo escolhido o melhor goleiro da competição, e na Série B. No estadual do ano seguinte, foi reserva de Fabiano mas ganhou de volta a titularidade para a disputa da Série C.

### Vitória
Em 2011, foi contratado pelo Vitória. Estreou no dia 2 de março na vitória por 1–0 sobre o Vitória da Conquista, defendendo um pênalti e garantindo o resultado ao rubro-negro. No geral, fez uma boa temporada, sendo titular durante toda a disputa da Série B de 2011, mas viu sua temporada e a do Vitória ser finalizada de forma frustrante: o acesso para a Série A acabou sendo adiado por um ponto, após a inacreditável derrota em casa e de virada para o São Caetano na penúltima rodada do campeonato.
No ano seguinte, iniciou a temporada como titular absoluto nos dez primeiros jogos do ano. Após a chegada do goleiro Renan, que vinha de empréstimo do Corinthians, o então treinador Toninho Cerezo iniciou um revezamento entre os dois na meta rubro-negra. Porém, Douglas viu sua vaga de titular extremamente ameaçada após diversas falhas no clássico Ba-Vi que decidiu o Campeonato Baiano de 2012 a favor do arquirrival Bahia, a mais grave delas no segundo gol: numa bola levantada na área, o goleiro tentou rebatê-la com um soco e acabou furando, permitindo o gol. Após duas viradas, o jogo terminou empatado em 3–3, resultado que deu o título ao Bahia pela melhor campanha na primeira fase do estadual. A lembrança do Ba-Vi na mente dos torcedores acabou prejudicando toda a temporada do goleiro, e após a chegada de Deola para a Série B de 2012, Douglas foi relegado de vez ao banco de reservas. Ao fim do campeonato, o Vitória garantiu o retorno à primeira divisão do futebol brasileiro.

#### Empréstimos ao Boa e Paysandu
No dia 7 de março de 2013, sem nenhuma chance como titular na meta do Vitória após a chegada de mais um goleiro, foi anunciado um acordo de empréstimo ao Boa Esporte, time do interior de Minas Gerais, até o final da temporada.
Ao final da temporada de 2013, após boa campanha pelo Boa Esporte na Série B, Douglas retornou ao Vitória a pedido do clube.
No segundo semestre de 2014, esteve emprestado também ao Paysandu, onde conquistou o vice-campeonato da Série C e o consequente acesso à Série B do ano seguinte.

#### Ceará
Em dezembro de 2015, Douglas acertou com o Ceará para a temporada de 2016.

#### Mirassol
Em dezembro de 2016, acertou para a temporada de 2017, com o Mirassol.

## Títulos
Fortaleza
- Campeonato Cearense: 2007, 2008, 2009 e 2010

Remo
- Campeonato Paraense: 2018

Ferroviário
- Campeonato Brasileiro - Série D: 2023[12]

### Prêmios individuais
- Melhor goleiro do Campeonato Cearense: 2009 [13]